# Neoribates headlandi
Neoribates headlandi är en kvalsterart som först beskrevs av František Starý 1997.  Neoribates headlandi ingår i släktet Neoribates och familjen Parakalummidae. Inga underarter finns listade i Catalogue of Life.